# Ван Девер, Триш
Патриша «Триш» Ван Девер (англ. Trish Van Devere; урождённая Патриша Луиз Дрессел (англ. Patricia Louise Dressel); род. 9 марта 1943 или 9 марта 1941, Энглвуд-Клифс, Нью-Джерси) — американская актриса.

## Жизнь и карьера
Свою карьеру начала на телевидении в конце 1960-х годов. В 1970 году Ван Девер дебютировала на большом экране, появившись в дальнейшем в двенадцати кинокартинах, среди которых «Где Поппа?» (1970), «Последняя гонка» (1971), «Полиция нравов Голливуда» (1986) и «Посланник смерти» (1988). В 1972 году Ван Девер вышла замуж за актёра Джорджа К. Скотта, вместе с которым снялась в фильмах «День дельфина» (1973), «Дикарь на свободе» (1974) и «Красавица и чудовище» (1976).
В 1973 году за роль в фильме «Один — одинокое число» актриса была выдвинута на премию «Золотой глобус» в номинации лучшая актриса в драме. В 1975 году она дебютировала на Бродвее, где периодически появлялась до 1980 года. Помимо кино и театра актриса работала и на телевидении, где у неё были роли в сериалах «Коломбо», «Лодка любви» и «Каскадёры». После завершения актёрской карьеры Ван Девер уединилась с мужем в загородном доме в Малибу.

## Фильмография
| Год  | Русское название         | Оригинальное название  | Роль                            | Примечания                                                         |
| ---- | ------------------------ | ---------------------- | ------------------------------- | ------------------------------------------------------------------ |
| 1970 | Арендодатель             | The Landlord           | Салли                           |                                                                    |
| 1970 | Где Поппа?               | Where's Poppa?         | Луиз Каллан                     | Номинация — Премия «Лорел» звезде завтрашнего дня                  |
| 1971 | Последняя гонка          | The Last Run           | Клоди Шеррер                    |                                                                    |
| 1972 | Один — одинокое число    | One Is a Lonely Number | Эми Брауэр                      | Номинация — Премия «Золотой глобус» за лучшую женскую роль — драма |
| 1973 | Гарри-карманник          | Harry in Your Pocket   | Сэнди Колетто                   |                                                                    |
| 1973 | День дельфина            | The Day of the Dolphin | Мэгги Террелл                   |                                                                    |
| 1974 | Дикарь на свободе        | The Savage Is Loose    | Майда                           |                                                                    |
| 1978 | Кино, кино               | Movie Movie            | Бетси Макгуайр / Изобель Стюарт |                                                                    |
| 1980 | Подмена                  | The Changeling         | Клэр Норман                     |                                                                    |
| 1980 | Катафалк                 | The Hearse             | Джейн Харди                     | Премия «Джини» лучшей иностранной актрисе                          |
| 1986 | Без передышки            | Uphill All the Way     | вдова Куинн                     |                                                                    |
| 1986 | Полиция нравов Голливуда | Hollywood Vice Squad   | Полин Стэнтон                   |                                                                    |
| 1988 | Посланник смерти         | Messenger of Death     | Джастра Уотсон                  |                                                                    |